# Pawlikowice (Petite-Pologne)
Pour les articles homonymes, voir Pawlikowice.
Pawlikowice est une localité polonaise de la gmina et du powiat de Wieliczka en voïvodie de Petite-Pologne.